# Ексбибајт
Ексбибајт се користи као јединица мере података у рачунарству и износи 1.152.921.504.606.846.976 (260) бајтова (1024 пебибајта).